# Steven Grotowski
Steven Franklin C. „Steve“ Grotowski (* 30. Mai 1982 in London Borough of Wandsworth) ist ein britischer Beachvolleyballspieler, der auch die US-amerikanische Staatsangehörigkeit besitzt.

## Karriere
Grotowski zog im Alter von zehn Jahren mit seiner Familie nach Florida. Am Strand neben dem Haus begann er mit dem Beachvolleyball, bevor er als 15-Jähriger zum ersten Mal an Turnieren teilnahm. An der University of New Haven spielte er auch kurzzeitig Volleyball. In der Halle war er später als Nachwuchstrainer aktiv. Seit 2002 spielte er mit wechselnden Partnern auf der US-amerikanischen AVP-Tour. 2007 absolvierte er bei Shanghai Open an der Seite von Jody Gooding sein erstes FIVB-Turnier. Im gleichen Jahr trat er außerdem mit Gregg Weaver an, der 2008 sein fester Partner wurde. Ende 2008 erreichten Grotowski/Weaver bei vier Open-Turnieren in Folge den 17. Platz. 2009 spielten sie neben der Masters-Serie auch ihre ersten Grand Slams und kamen dabei auf die Ränge 33 und 41.
2011 bildete Grotowski ein neues Duo mit John Garcia-Thompson. Im ersten gemeinsamen Jahr erzielten sie ihr bestes Ergebnis mit Rang 17 bei den Shanghai Open. Beim Grand Slam an gleicher Stelle kamen sie 2012 ebenso auf den 25. Platz wie bei den Brasília Open. Für die Olympischen Spiele in London wurden sie vom britischen Verband als Team des Gastgebers nominiert. Damit traten sie als erste Briten überhaupt bei einem olympischen Beachvolleyballturnier an. In ihren drei Gruppenspielen gelang ihnen jedoch kein Satzgewinn, so dass sie nach der Vorrunde ausschieden.